# Palais d'Itamaraty (Rio de Janeiro)
Pour les articles homonymes, voir Itamarati.
Le Palais Itamaraty (en portugais Palácio do Itamaraty) est un bâtiment néoclassique du XIXe siècle, d'une grande valeur historique et artistique, situé à Rio de Janeiro, au Brésil.
Le palais fut successivement résidence noble, siège du gouvernement républicain (1889-1898) et siège du ministère des Affaires étrangères (1899-1970). Il sert actuellement de siège du bureau de représentation du Ministère des Affaires Etrangères à Rio de Janeiro, d'Archives Historiques, de Cartothèque, de Musée Historique et Diplomatique et de siège du Centre d'histoire et de documentation diplomatiques de la Fondation Alexandre de Gusmão.

## Étymologie
Selon Navarro, la langue d'origine et la signification du nom sont incertaines. Les étymologies proposées sont multiples : « rivière de petits cailloux », par la jonction de itá (pierre), mirim (petit) et ty (rivière) ; « courant parmi les cailloux », de ita-marã-ty ; pierre blanche, de ita-moroti, ; « bois dur et blanc », de itamará ou ytamirá + ti ou - tim, fleuve de cristal, de itá'mberá'ty ou y + ita vera (pierre claire, cristal) + tĩ ou t 'y : rivière), etc..

## Histoire

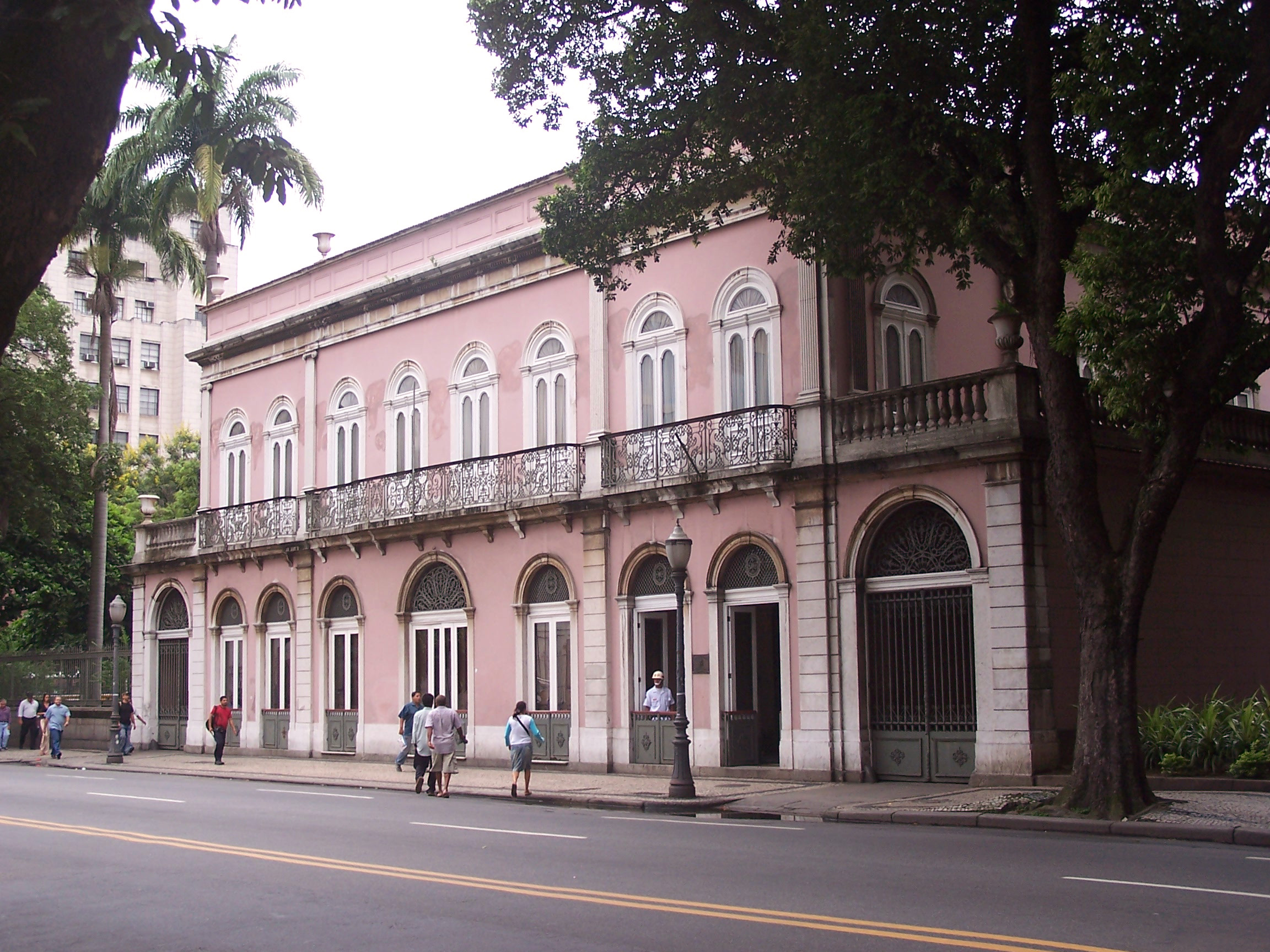
Façade néoclassique (vers 1855) du Palais Itamaraty.

Le palais d'Itamaraty a été construit entre 1851 et 1855 par Francisco José da Rocha Leão, comte d'Itamarati, fils du premier baron d'Itamarati. La famille des barons d'Itamarati attribue le plan du palais à deux architectes français anonymes, mais l'œuvre est officiellement répertoriée comme étant du Brésilien José Maria Jacinto Rebelo, disciple de Grandjean de Montigny et l'un des principaux architectes actifs à l'époque.
Jacinto Rebelo est crédité de la conception du bâtiment principal du palais, de style néoclassique, rigoureusement symétrique et aux proportions nobles, typiques de son œuvre.
À l'arrière du palais, un bassin réfléchissant a été construit flanqué de palmiers impériaux. Certains des bâtiments autour de la cour ont été rénovés entre 1927 et 1930 par l'architecte français Joseph Gire, l'écossais Robert Prentice et l'autrichien Anton Floderer, dans un style néoclassique Beaux-Arts.
Robert Prentice et Anton Floderer ont conçu la bibliothèque, à travers un projet qui a remporté un concours organisé par l'Instituto de Arquitetos do Brasil. La bibliothèque a été construite entre 1928 et 1930 pour stocker les archives, la bibliothèque et les cartes données au gouvernement par le baron de Rio Branco. Joseph Gire a conçu les galeries d'accès aux halls et les modifications de la façade. 

### Siège du ministère des Affaires étrangères
Le bâtiment fut le siège du gouvernement républicain de 1889 à 1898 et le siège du ministère des Affaires étrangères (MRE) de 1899 à 1970. La relation établie entre la diplomatie brésilienne et l'ancien bâtiment qu'elle a occupé pendant sept décennies a fait du terme Itamaraty le surnom officiel dudit ministère.
Le palais, aujourd'hui, est le bureau de représentation du ministère des Affaires étrangères à Rio de Janeiro. Une partie du palais abrite les grandes collections du Musée historique et diplomatique, les Archives historiques et la Mapothèque. Le bâtiment abrite également le Bureau d'information des Nations Unies (ONU) au Brésil et le Centre d'histoire et de documentation diplomatiques de la Fondation Alexandre de Gusmão.
Le palais a été le huitième bâtiment classé au Brésil, en 1938.

## Source de traduction
- (pt) Cet article est partiellement ou en totalité issu de l’article de Wikipédia en portugais intitulé « Palácio do Itamaraty » (voir la liste des auteurs).